# Gerichtsbezirk Wildon
Der Gerichtsbezirk Wildon war ein dem Bezirksgericht Wildon unterstehender Gerichtsbezirk im Bundesland Steiermark. Der Gerichtsbezirk umfasste den nördlichen Teil des politischen Bezirks Leibnitz und wurde 2002 dem Gerichtsbezirk Leibnitz zugeschlagen. 

## Geschichte
Der Gerichtsbezirk Wildon wurde durch eine 1849 beschlossene Kundmachung der Landes-Gerichts-Einführungs-Kommission geschaffen und umfasste ursprünglich die 35 Gemeinden Allerheiligen, Badendorf, Breitenfeld, Edelstauden, Empersdorf, Feiting, Felgitsch, Flüßing, Hainsdorf, Hart, Haslach, Heiligen Kreuz, Hengsberg, Kainach, Lappach, Lebring, Petzendorf, Pirching, Pöls, Preding, Ragnitz, Rettenbach, Schönberg, Schrötten, St. Georgen, St. Margarethen, Sankt Ulrich am Waasen, Stocking, Sukdull, Tobis, Unterhaus, Weitendorf, Wildon, Wolfsberg und Wutschdorf.
Der Gerichtsbezirk Wildon bildete im Zuge der Trennung der politischen von der judikativen Verwaltung
ab 1868 gemeinsam mit den Gerichtsbezirken Leibnitz und Arnfels den Bezirk Leibnitz.
1910 umfasste der Gerichtsbezirk 202,70 km²
und verkleinerte sich nach dem Ersten Weltkrieg auf 187,65 km²,
wobei der Gerichtsbezirk die Gemeinde Petzendorf an den Gerichtsbezirk Graz Umgebung und die Gemeinden Preding und Tobis an den Gerichtsbezirk Deutschlandsberg abtreten musste.
Durch geringfügige Grenzänderungen und die Abtretung der Gemeinde Pöls an den Gerichtsbezirk Graz Umgebung per 1. Jänner 1957
reduzierte sich die Fläche des Gerichtsbezirks bis 1991 auf 179,90 km², wobei eine kleinere Gebietsverkleinerung des Gerichtsbezirkes aus der per 1. Jänner 1932 in Kraft getretenen Grenzänderung zwischen der Gemeinde Gralla und den Ortsgemeinden Haslach und Ragnitz zu Gunsten von Gralla resultierte.
Durch die „Bezirksgerichte-Verordnung Steiermark“ der Bundesregierung wurde der Gerichtsbezirk Wildon aufgelöst und dessen Gebiet mit dem Gerichtsbezirk Leibnitz vereinigt.
Durch die Auflösung der benachbarten Gerichtsbezirke wuchs das Gebiet des Gerichtsbezirkes Leibnitz auf 501,35 km² (1981) bzw. 682,69 km² (2010) an.

## Gerichtssprengel
Der Gerichtssprengel umfasste zum Zeitpunkt seiner Auflösung die 14 Gemeinden Allerheiligen bei Wildon, Breitenfeld am Tannenriegel, Empersdorf, Hainsdorf im Schwarzautal, Heiligenkreuz am Waasen, Hengsberg, Lebring-Sankt Margarethen, Ragnitz, Sankt Georgen an der Stiefing, Sankt Ulrich am Waasen, Stocking, Weitendorf, Wildon und Wolfsberg im Schwarzautal.